# Каракогинский сельский округ (район Магжана Жумабаева)
Каракогинский сельский округ (каз. Қарақоға ауылдық округі) — административная единица в составе района Магжана Жумабаева Северо-Казахстанской области Казахстана. Административный центр — село Каракога. Аким сельского округа — Мукашев Жанболат Хазиезович.

## Население
В округе проживает — 2501 человек (2009, 2876 в 1999, 3608 в 1989).

## География
Сельский округ граничит с Исилькульским районом Омской области Российской Федерации. На территории округа находится международный автомобильный пункт пропуска Каракога. С российской стороны находится международный автомобильный пункт пропуска Исилькуль. По территории округа проходит ветка Южно-Уральской железной дороги.

## Образование
В округе функционируют 3 школы — Каракогинская средняя школа на двух языках обучения с интернатом на 50 мест и 2 начальные школы. В них обучается 319 учащихся. Действуют 2 мини-центра, в селе Каракога функционирует ясли-сад «Балапан» на 75 мест.

## Здравоохранение
В селе Каракога имеется врачебная амбулатория. В селах Образец, Чистое имеются медпункты.

## Культура
Имеются 3 библиотеки. В селе Образец действует частный центр досуга населения.
На территории села Каракога функционируют мусульманская мечеть и православная церковь «Приход Блаженной Матроны».
В сельском округе в селах Каракога, Образец, Чистое имеются детские игровые площадки. Имеются две хоккейные коробки в селах Каракога и Образец. Действует 3 спортивных зала. Имеется тренажерный зал при Каракогинской средней школе.

## Экономика
Площадь сельхозугодий составляет 24 тысячи гектаров. Площадь пашни — 17 тысяч гектаров. На территории сельского округа развиваются 2 товарищества с ограниченной ответственностью — «ЖНВ», «Нур Агро 2050». 2 крестьянских хозяйства — «Карагугинское» и «Темиров». Действуют 32 субъекта малого и среднего бизнеса. Действуют кафе, салон красоты, парикмахерская. Имеются перерабатывающие предприятия: цех по производству пластиковой тары, по производству растительного масла, деревообрабатывающий, мельница, пекарня. Работают убойный цех, шиномонтажная мастерская. Протяженность дорог составляет 35,9 км, в том числе 3,5 км дороги с твердым покрытием, 29,4 км грунтовые.

## Состав
Поселок Остановочный пункт 2726 км был ликвидирован, село Новоуспенка было ликвидировано 2002 года. 21 июня 2019 года из состава сельского округа было исключено село Ногайбай площадью 1,74 км² и передано в состав сельского округа Ногайбай би  .
В состав округа входят такие населенные пункты:
| Населенный пункт                                | Население, человек (1989) | Население, человек (1999) | Население, человек (2009) |
| ----------------------------------------------- | ------------------------- | ------------------------- | ------------------------- |
| Каракога, село                                  | 2798                      | 2176                      | 1962                      |
| Новоуспенка, село                               | 42                        | 5                         | -                         |
| Образец, село                                   | 347                       | 367                       | 327                       |
| Остановочный пункт 2726 км, станционный поселок | 9                         | -                         | -                         |
| Чистое, село                                    | 412                       | 328                       | 212                       |

## Примечание
1. ↑  Итоги Национальной переписи населения Республики Казахстан 2009 года. Агентство Республики Казахстан по статистике. Архивировано из оригинала 13 мая 2013 года.
2. ↑  Аппарат акима Каракогинского сельского округа района Магжана Жумабаева | Аппарат акима сельского округа. karakoginsk-mzh.sko.gov.kz. Дата обращения: 30 ноября 2020. Архивировано 1 марта 2021 года.
3. ↑  Итоги Всесоюзной переписи населения 1989 года по Казахской ССР. Том 3 Архивная копия от 16 ноября 2018 на Wayback Machine (рус.)
4. ↑  Аппарат акима Каракогинского сельского округа района Магжана Жумабаева | Отчетные встречи. karakoginsk-mzh.sko.gov.kz. Дата обращения: 30 ноября 2020. Архивировано 1 марта 2021 года.
5. ↑  История района
6. ↑  О некоторых вопросах административно-территориального устройства района Магжана Жумабаева Северо-Казахстанской области — ИПС «Әділет». Дата обращения: 26 октября 2020. Архивировано 17 июля 2019 года.
7. ↑   из них русские 100 %.
8. ↑   из них русские 100 %.